# Ramsay MacMullen
Ramsay MacMullen (Nova Iorque, 3 de Março de 1928 - 28 de novembro de 2022) foi um Professor Emérito de história na Universidade de Yale, onde lecionou a partir de 1967 até sua aposentadoria, em 1993, como Dunham Professor de História e Clássicos. Seus interesses acadêmicos estão na história social de Roma e a substituição do paganismo pelo Cristianismo.
MacMullen se formou na Phillips Exeter Academy e summa cum laude pela universidade de Harvard.
Quando MacMullen foi homenageado por toda uma vida de feitos acadêmicos em 2001, na reunião anual da American Historical Association, com o Prêmio de Distinção Acadêmica, o prêmio de menção o chamou de "o maior historiador do Império Romano vivo hoje." Com novas e importantes livros publicados em 2006 e 2009 e 2011, com idades compreendidas entre os 78 e 81 e 83, ele continua a ser uma voz poderosa acadêmica, de rigor e lucidez entre os estudantes do mundo Romano.

## Principais obras
- Roman Social Relations, 50 B.C. to A.D. 284 (1974)
- Paganism in the Roman Empire (1984)
- Christianizing the Roman Empire: AD 100-400 (1984) ISBN 0-300-03216-1
- Soldier and Civilian in the Later Roman Empire (1963) Non-military life of the legions.
- Enemies of the Roman Order: Treason, Unrest and Alienation in the Empire (1966) ISBN 0-674-25400-7
- Corruption and the Decline of Rome. (1988) ISBN 0-300-04799-1
- Christianity and Paganism in the Fourth to Eighth Centuries (1997) ISBN 0-300-08077-8
- Romanization in the Time of Augustus (2000) ISBN 0-300-08254-1
- Voting About God in Early Church Councils  (2006) Analyzing ecumenical councils from 325 to 553. ISBN 0-300-11596-2ISBN 0-300-11596-2.
- The Second Church: Popular Christianity A.D. 200-400 (2009)
- Constantine (1970)
- Feelings in History, Ancient and Modern (2003) ISBN 1-930053-25-8
- Ancient History: Recent Work and New Directions with Kurt A. Raaflaub, Allen M. Ward, Stanley Mayer Burstein, Carol G. Thomas
- Changes in the Roman Empire: Essays in the Ordinary (1990)
- Roman Government's Response to Crisis, A.D. 235-337 (1976)
- The Earliest Romans: A Character Sketch (2011) ISBN 9780472117987